# 云峰 (政治人物)
云峰（1952年6月13日—），男，蒙古族，内蒙古自治区托克托县人，中华人民共和国政治人物。研究生文化程度，经济学硕士。中共十七大代表，第八届中共内蒙古自治区党委委员。第十届全国人大代表，第十二届全国人大常委会委员。

## 生平
1968年7月参加工作，作为知识青年到内蒙古自治区锡林郭勒盟阿巴哈纳尔旗白音宝力格公社插队，直至1972年9月。1972年9月至1974年7月，在内蒙古自治区锡林郭勒盟牧业机械化学校学习。1974年7月至1979年11月，在内蒙古自治区农机局、农牧业机械推广试验鉴定站担任技术员。1979年11月加入中国共产党。从1979年11月到1985年8月，在内蒙自治区检察院历任刑事检察一处助理检察员、副处长、法纪处处长等职。其间，1981年8月至1982年8月，在中央民族学院干训部法律专业学习。1985年8月至1986年8月，挂职担任内蒙古自治区锡林郭勒盟阿巴嘎旗旗委副书记、代旗长；1986年8月至1987年7月，挂职担任阿巴嘎旗旗委副书记。其间，1984年9月至1986年7月，在中国政法大学函授法律专业学习。1987年7月至1990年9月，历任内蒙古自治区人民检察院法纪处、经济检察处处长、反贪局局长。1990年9月至1993年1月，担任内蒙古自治区人民检察院锡林郭勒盟分院检察长。
1993年1月至1995年7月，担任锡林郭勒盟副盟长。1995年7月至1998年4月，担任内蒙古自治区包头市副市长。其间，1996年5月至1998年5月，在中国社会科学院研究生院企业管理专业硕士研究生课程班学习。1998年4月至1999年12月，担任中共包头市委常委、副市长。1999年12月至2001年9月，担任中共伊克昭盟盟委副书记、盟长。2001年9月至2003年1月，担任中共鄂尔多斯市市委副书记、市长。2003年1月至4月，担任中共鄂尔多斯市市委书记、市长。2003年4月至2005年3月，担任中共鄂尔多斯市委书记。2005年3月，担任中共鄂尔多斯市委书记、鄂尔多斯市人大常委会主任。2008年12月，不再担任中共鄂尔多斯市委书记，并辞去鄂尔多斯市人大常委会主任职务。